# ادوارد اتزل
ادوارد اتزل (انگلیسی: Edward Etzel؛ زادهٔ ۶ سپتامبر ۱۹۵۲) تیرانداز اهل ایالات متحده آمریکا بود.
وی در مسابقات کشوری و بین‌المللی در مجموع برندهٔ ۱ مدال طلا شده‌است.